# Petsoe Manor
Petsoe Manor var en civil parish från 1858 till 1986 då den blev en del av Emberton, i distriktet Milton Keynes, i grevskapet Buckinghamshire, i England. Civil parish var belägen 5 km från Olney och hade 0 invånare år 1971.